# AEW Full Gear
AEW Full Gear est un événement de catch (lutte professionnelle) produite par la promotion américaine, All Elite Wrestling (AEW). Créé en 2019, il a lieu chaque année en novembre, généralement autour de la semaine du Veterans Day. Le nom de l'événement fait référence à un segment de la chaîne YouTube Being The Elite impliquant le catcheur AEW "Hangman" Adam Page. Il est considéré comme l'un des "quatre grands" PPV d'AEW, avec Double or Nothing, All Out et Revolution, les quatre plus grands évènements de la société produites chaque trimestre, et des quatre, c'est la seule à se dérouler traditionnellement un samedi.

## Histoire
Peu de temps après la formation de la All Elite Wrestling (AEW) en janvier 2019, un segment récurrent de la chaîne YouTube Being The Elite des Young Bucks (vice-présidents exécutifs de l'AEW, Matt Jackson et Nick Jackson). Les segments tournaient autour du catcheur AEW "Hangman" Adam Page, qui était toujours dans sa tenue de ring complète. Le 135ème épisode de Being The Elite, mis en ligne le 31 janvier 2019, était à son tour intitulé "Full Gear".
AEW a à son tour pris le titre et l'a utilisé pour son événement à la carte (PPV) de novembre 2019. Le tout premier Full Gear a eu lieu le 9 novembre 2019 au Royal Farms Arena à Baltimore (Maryland). L'année suivante, un second Full Gear a eu lieu le 7 novembre, établissant ainsi Full Gear comme un PPV annuel pour AEW organisé autour du Veterans Day. Ce deuxième événement a eu lieu au port d'attache d'AEW, Daily's Place à Jacksonville, en Floride, en raison de la pandémie de COVID-19. AEW a repris sa tournée en juillet 2021, avec l'édition 2021 organisé au Target Center de Minneapolis dans le Minnesota. L'édition 2022 était prévu au Prudential Center de Newark dans le New Jersey, marquant le premier PPV d'AEW organisé dans le Grand New York.
Le président-directeur général d'AEW, Tony Khan, a qualifié Double or Nothing de l'un des "quatre grands" PPV de la société, ses quatre plus grandes émissions de l'année produites trimestriellement, avec Double or Nothing, All Out et Revolution. Sur les quatre, Full Gear est le seul qui se déroule traditionnellement un samedi, afin de ne pas contre-programmer contre les Jaguars de Jacksonville de la National Football League, qui appartient également à la famille Khan.

## Historique des Full Gear
| # | Événement        | Date             | Ville                  | Lieu              | Main Event                                                                |
| - | ---------------- | ---------------- | ---------------------- | ----------------- | ------------------------------------------------------------------------- |
| 1 | Full Gear (2019) | 9 novembre 2019  | Baltimore, Maryland    | Royal Farms Arena | Jon Moxley contre Kenny Omega                                             |
| 2 | Full Gear (2020) | 7 novembre 2020  | Jacksonville, Floride  | Daily's Place     | Jon Moxley (c) contre Eddie Kingston pour le AEW World Championship       |
| 3 | Full Gear (2021) | 13 novembre 2021 | Minneapolis, Minnesota | Target Center     | Kenny Omega (c) contre "Hangman" Adam Page pour le AEW World Championship |
| 4 | Full Gear (2022) | 19 novembre 2022 | Newark, New Jersey     | Prudential Center | Jon Moxley (c) contre MJF pour le AEW World Championship                  |
| 5 | Full Gear (2023) | 18 novembre 2023 | Inglewood, Californie  | Kia Forum         | MJF (c) contre Jay White pour le AEW World Championship                   |
| 6 | Full Gear (2024) | 23 novembre 2024 | Newark, New Jersey     | Prudential Center | Jon Moxley (c) contre Orange Cassidy pour le AEW World Championship       |

## Liens Externes
- Site officiel de la AEW